# Centro de Control de Misión (Cospas-Sarsat)
Un centro de control de misión o CCM es un centro que forma parte del sistema internacional Cospas-Sarsat de búsqueda y rescate mediante el uso de radiobalizas de socorro.
El centro de control de misión recibe el aviso de socorro de un terminal de usuario local (en inglés LUT, Local User Terminal) y coordina la búsqueda y rescate de las personas necesitadas de socorro, habitualmente náufragos. Transmite órdenes a un centro de control de rescate (CCR), que es el que dispone de los medios materiales y humanos para acudir al lugar en que se encuentra la persona que ha emitido la alerta de socorro.

## Lista de CCMs
En 2009 había 29 centros de control de misión repartidos por todo el mundo.
- Centro de Control de Misión de Córdoba (Argentina)